# Richard Remer
Richard Frederick Remer (* 21. Juni 1883 in Brooklyn; † 18. Juli 1973 in Fort Lauderdale) war ein US-amerikanischer Geher.
Bei den Olympischen Spielen 1920 in Antwerpen gewann er Bronze im 3000-Meter-Gehen.
1914, 1917 und 1918 wurde er US-Hallenmeister über zwei Meilen, 1921 über eine Meile.